# (299134) Moggicecchi
(299134) Moggicecchi est un astéroïde de la ceinture principale.

## Description
(299134) Moggicecchi est un astéroïde de la ceinture principale. Il fut découvert le 10 mars 2005 à San Marcello Pistoiese par Luciano Tesi et Giancarlo Fagioli. Il présente une orbite caractérisée par un demi-grand axe de 2,54 UA, une excentricité de 0,09 et une inclinaison de 2,4° par rapport à l'écliptique.

## Compléments